# Тельфуса
Тельфуса (грец. Τιλφοῦ(σ)σα) — німфа однойменного джерела в Беотії.
Аполлон вирішив заснувати храм біля джерела Тельфуси, але німфа не хотіла поступатися місцем богові й порадила йому обрати для святилища Дельфи. Убивши Пітона і заснувавши храм у Дельфах, Аполлон повернувся до Тельфуси і за те, що вона його перехитрила, завалив її джерело скелею та спорудив собі жертовник. Міф відтворює витіснення давнього хтонічного божества олімпійським богом.